# Christoph Mähler
Christoph Mähler, Taufname Rudolph Christoph Mähler (* 11. April 1736 in Lengenfeld unterm Stein, Thüringen; † 7. Mai 1814 in Speyer) war ein katholischer Priester, Jesuit, bischöflicher Provikar und Stadtpfarrer von Speyer.

## Leben und Wirken

### Herkunft
Rudolph Christoph Mähler war der erste Sohn des Raschmachers Nikolaus Mähler und dessen Ehefrau Anna Margaretha geb. Vogt. Die Heimatgemeinde gehörte damals politisch und religiös zum Erzbistum Mainz. Er besuchte das Jesuitenkolleg in Heiligenstadt (heute Eichsfelder Heimatmuseum) und trat am 15. September 1754 dem Jesuitenorden bei. Mähler empfing am 8. September 1766 in Worms die Priesterweihe.

### Wirken im Hochstift Speyer

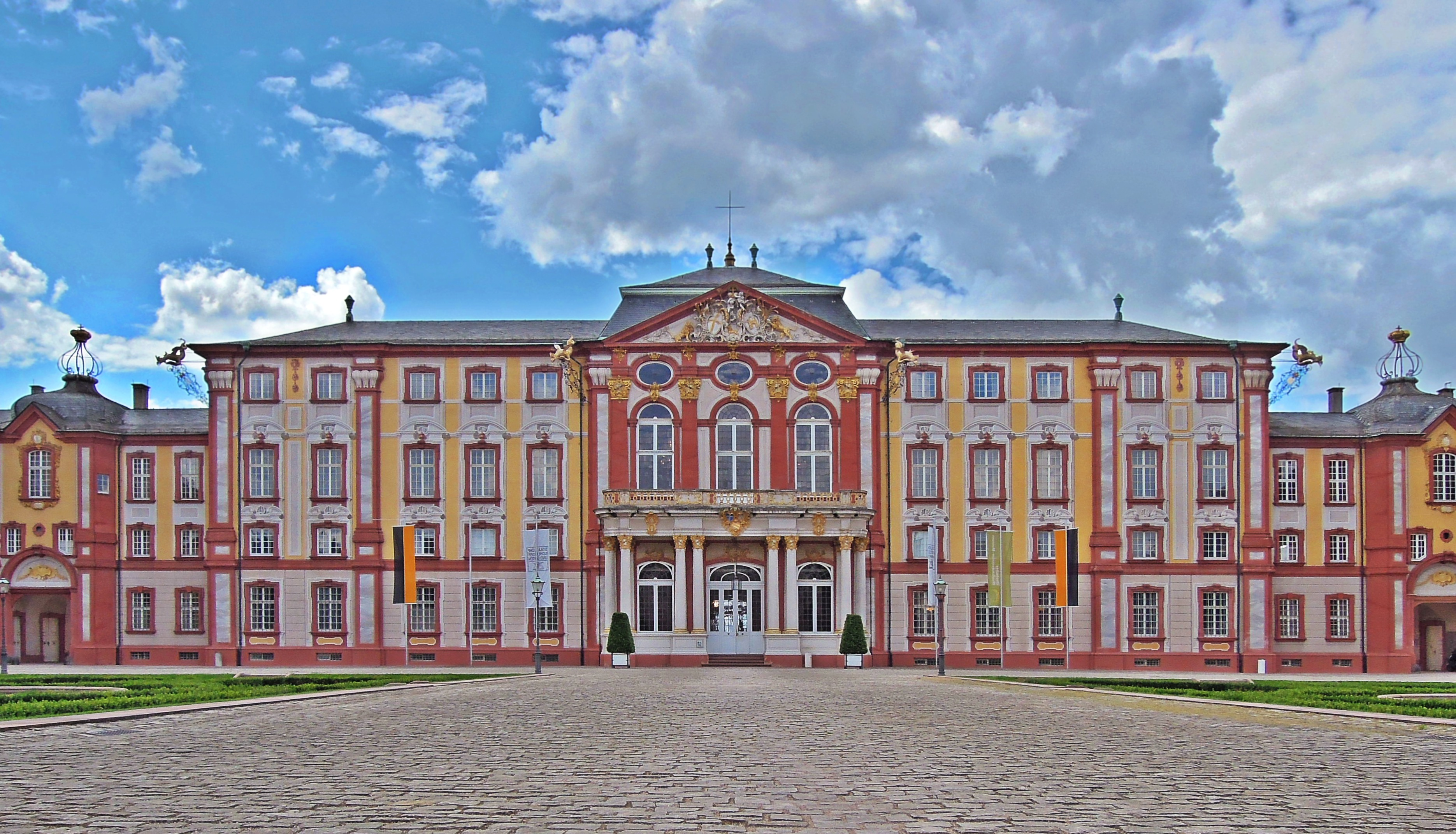
Schloss Bruchsal, die Residenz der Speyerer Fürstbischöfe

Am 21. August 1773 hob Papst  Clemens XIV. mit der Bulle „Dominus ac redemptor noster“ den Jesuitenorden auf; der Speyerer Fürstbischof August von Limburg-Stirum übernahm Pater Mähler in den Diözesandienst und stellte ihn als Hofkaplan in seiner Residenz Bruchsal an. Bald schon gewann er das Vertrauen des Bischofs und gehörte ab 1779 dem Geheimen Geistlichen Rat des Bistums an. Die Sitzungsprotokolle dieses Gremiums zwischen 1779 und 1784 wurden alle von Mähler verfasst. Am 31. März 1780 erhielt er das Benefizium zum heiligen Nikolaus und zur heiligen Katharina in Ubstadt, ohne dort wohnen zu müssen. Als am 26. August 1781 der Beichtvater des Bischofs, Hofkaplan (und Ex-Jesuit) Peter Strobel, starb, wurde ihm dessen St.-Lorenz-Pfründe zu Schifferstadt verliehen. Im Februar 1786 nahm man Mähler als Kanoniker ins Allerheiligenstift Speyer auf, er wohnte aber als Geistlicher Rat und Siegler weiterhin in Bruchsal.
Am 12. Juli 1788 siedelte Christoph Mähler nach Speyer über. Dort war ihm die Aufsicht über die Klöster, später auch über die Schulen übertragen worden und er besorgte 1789 den Neudruck des „Proprium Spirense“ für Messbuch und Brevier der Diözese Speyer. Nebenbei befasste sich der Geistliche mit Bistumsgeschichte und legte dem Bischof mit Datum vom 9. September 1793 eine „Diplomatische Geschichte des Hochstiftes Speyer“ zur Approbation vor. Das Werk gelangte wegen der sich überstürzenden politischen Ereignisse aber nicht mehr zum Druck.
Schon am 30. September 1792 hatten französischen Revolutionstruppen unter General Adam-Philippe de Custine Speyer besetzt und Mähler war ins rechtsrheinische Bruchsal geflohen, wo er am Priesterseminar unterrichtete. 1793 konnte er nach Speyer zurückkehren, die Franzosen rückten Ende Dezember aber wieder in die Stadt ein und er musste erneut fliehen. Im Januar 1794 fingen die Revolutionäre an, den Dom und die anderen Kirchen zu verwüsten. Ende Mai konnte Christoph Mähler wieder nach Speyer kommen, da die Franzosen abgezogen waren.
Am 21. Juni 1794 wurde er vom Speyerer Fürstbischof zu seinem Kommissar (Vertreter) in Speyer ernannt. Jeden Monat stattete er in dieser Funktion dem Bischof Rechenschaft über die kirchlichen Verhältnisse und deren Verwaltung in Speyer und Umgebung ab. Notdürftig konnte er die beschädigte Jesuitenkirche wieder herrichten, um dort die städtischen Gottesdienste feiern zu können. Er besorgte die Seelsorge der Katholiken in der Stadt Speyer, mit Unterstützung des Augustinerpaters Florentin Räder und des späteren Pfarrer von St. German, Konrad Amaden.
Speyer wurde beim Friedensschluss von Campo Formio (1797) als Teil der linksrheinischen deutschen Gebiete an Frankreich abgetreten, wo es bis 1814 verblieb. Am 4. März 1798 wurde Mähler von vierzig Soldaten in seiner Wohnung überfallen und nach Mainz verschleppt, kam aber wieder frei.

### Bischöflicher Provikar

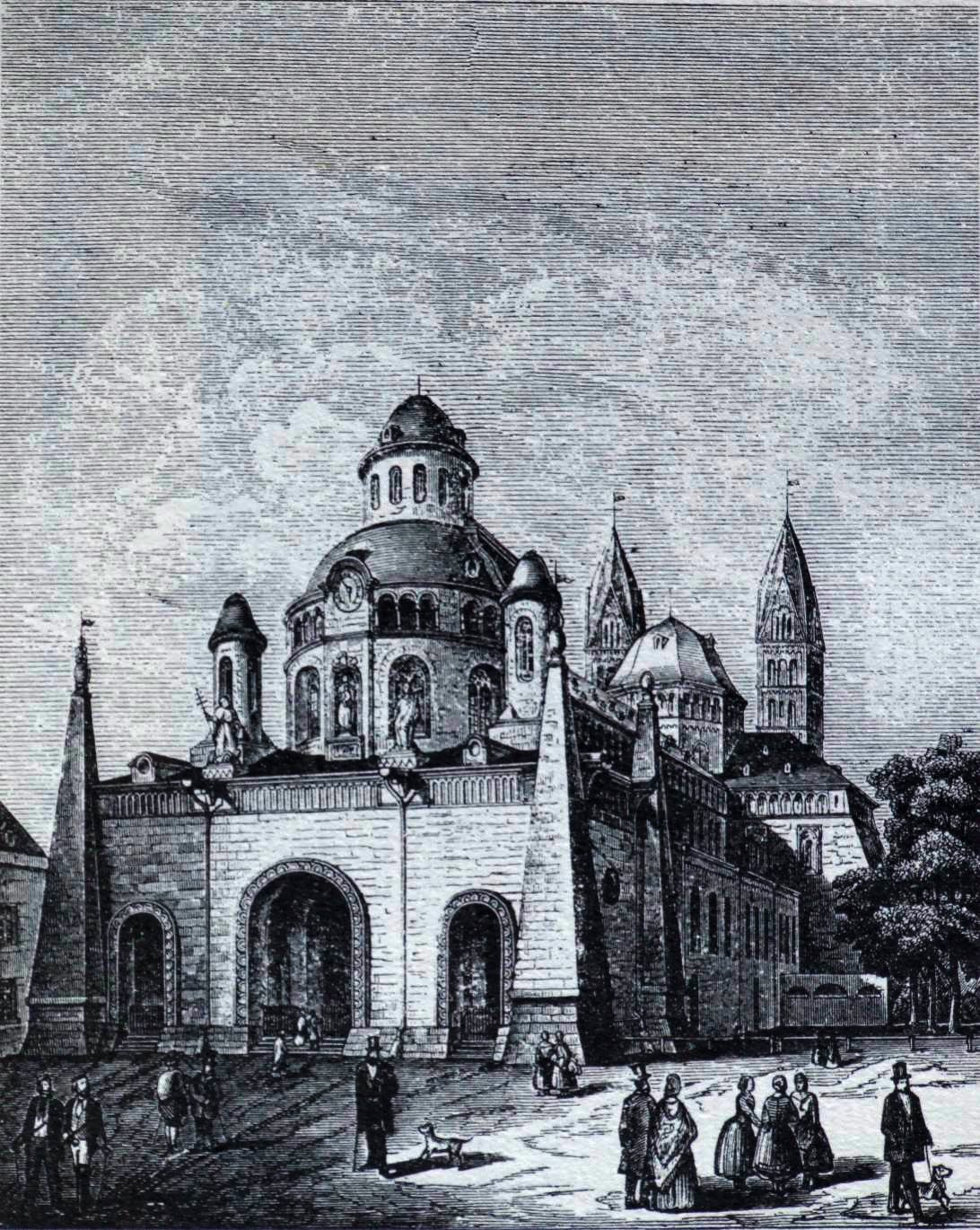
Der Speyerer Dom, mit Barockfassade; Aussehen der Kathedrale zur Zeit von Christoph Mähler

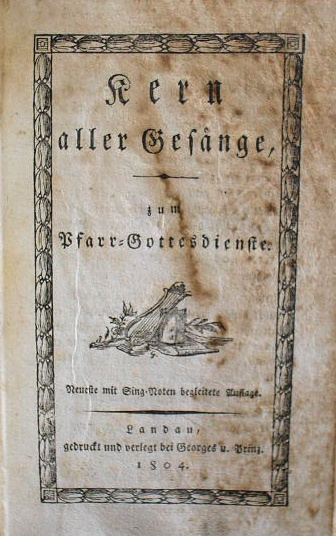
Titelblatt von Mählers Gesangbuch „Kern aller Gesänge zum Pfarrgottesdienste“, 1804

Durch die französische Okkupation der deutschen Gebiete links des Rheines wurden gemäß Konkordat von 1801 zwischen Papst Pius VII. und Napoleon, jeweils an den Départementssitzen auch gebietsmäßig deckungsgleiche Bistümer eingerichtet. Die alten Diözesen – darunter auch Mainz, Worms und Speyer – erklärte man (hinsichtlich ihrer linksrheinischen, nun französischen Teile) für aufgelöst. Das Gebiet des heutigen Rheinhessen-Pfalz wurde damals zum neuen französischen Département du Mont-Tonnerre mit der Hauptstadt Mainz zusammengefasst. Deckungsgleich entstand das neue, ausschließlich linksrheinische Großbistum Mainz, das die linksrheinischen Gebiete der alten Hochstifte Mainz und Worms, sowie erhebliche Anteile vom linksrheinischen Territorium des alten Hochstifts Speyer vereinigte. Speyer gehöre nun politisch zum Département du Mont-Tonnerre, kirchlich zum neuen, französischen Großbistum Mainz, zu dessen erstem und einzigem Bischof am 6. Juli 1802, der Elsässer Joseph Ludwig Colmar avancierte. Dieser ernannte Mähler zum bischöflichen Provikar für die alten Speyerer Bistumsteile im neuen Mainzer Großbistum und zum Kantonspfarrer in Speyer.
Als die Franzosen den Speyerer Dom bis auf die Vorhalle abreißen wollten, gehörte Christoph Mähler zu den engagiertesten Beschützern der Kathedrale und stand in ständigem Nachrichtenaustausch mit Bischof Colmar, dem es schließlich durch seine persönlichen Verbindungen zu Napoleon gelang, das Vorhaben zu vereiteln. Pfarrer Mähler hatte als Vertreter des Bischofs vor Ort wesentlich zur Erhaltung des Domes beigetragen; mit dem französischen Unterpräfekten Verny befand sich der Geistliche in andauernder Konfrontation. Am 23. September 1806 gab Kaiser Napoleon den Dom an die Katholiken zurück. Die feierliche Besitzergreifung erfolgte am 7. November des Jahres; in Anwesenheit von Stadtpfarrer Mähler verlas der Bürgermeister Ludwig Wilhelm Sonntag vor dem Dom die diesbezügliche Anordnung. Für den nächsten Tag berief Mähler die Speyerer Handwerker ins Rathaus, um mit ihnen über die Baukosten zu verhandeln. Allerdings konnten damals nur die gröbsten Schäden beseitigt werden. Zum Gottesdienst diente weiterhin, wie seit 1805, die Klosterkirche St. Magdalena.
Schon 1800 verausgabte Christoph Mähler mit Erlaubnis und auf Kosten des letzten Speyerer Fürstbischofs Philipp Franz Wilderich Nepomuk von Walderdorf das Gesangbuch „Kern aller Gesänge zum Pfarrgottesdienste“, das die gängigsten Kirchenlieder der Region zusammenfasste und auch noch in der neuen Diözese Speyer (nach 1817) lange benutzt wurde. Die Druckerei Georges und Prinz in Landau legte das Büchlein später mit Singnoten auf, wozu Bischof Colmar 1810 nochmals seine Erlaubnis gab.
Pfarrer Christoph Mähler verstarb am 7. Mai 1814, gegen 8 Uhr abends. Sein Nachfolger als Stadtpfarrer und Provikar wurde der spätere Speyerer Domkapitular Franz Christoph Günther. Er sammelte und rettete Mählers Manuskripte zur Bistumsgeschichte, konnte sie aber trotz größter Mühe nicht mehr alle komplett auffinden. Für den Speyerer Schematismus von 1826 verfasste Günther einen „Kurzgefaßten Rückblick auf die Bischöfe zu Speyer nach ihrer Reihenfolge, von der Entstehung des Bisthums bis zu dessen Erlöschung im Jahre 1802“. Darin wurde erstmals auch das Leben der acht letzten Speyerer Fürstbischöfe in Kürze beleuchtet. Für dieses Werk konnte sich Domkapitular Günther auf Mählers Vorarbeit stützen.
Christoph Mählers Nichte Margaretha Mähler (1787–1825) aus seinem Eichsfelder Heimatort, stiftete ihm in Speyer einen Grabstein, dessen Inschrift die Chronik des dortigen Magdalenenklosters überliefert. Sie lautete:

„Hier liegt in Erwartung einer fröhlichen Auferstehung zu den Füßen Jesu, aus dessen Gesellschaft er war, der gute Hirt Christoph Mähler, der den 7. Mai 1814, 78 Jahre alt, im Herrn entschlief, um von seinen apostolischen Arbeiten auszuruhen, denn er glänzte 30 Jahre als Speierischer geistlicher Rat, 12 Jahre als Präses im bischöflichen, Mainzischen Provikariat und 16 Jahre als Seelsorger hiesiger Stadt, der alle Dinge wohlgetan hat, der Niemand, aber alle nur durch seinen Tod betrübt hat, besonders Margaretha Mähler, welche dies Denkmal der Liebe und Dankbarkeit ihrem geistlichen Vater und leiblichen Vaters Bruder errichtete.“

Im Pfarrführer der Dompfarrei Speyer (1941) heißt es über Mähler:

„Sein Name verdient in der Dompfarrei stets in Ehren genannt zu werden, denn er hat unter schwierigsten Verhältnissen eifrig und unermüdlich in ihr gewirkt, hat auf den Trümmern des kirchlichen Lebens nach der französischen Revolution die Pfarrei neu aufgebaut.“